# Stephanie Arnold
Stephanie Arnold, född 23 januari 1978, är en amerikansk bågskytt. Hon deltog vid olympiska sommarspelen 2004.